# Adolf Glunz
Adolf Glunz (Bresegard bei Picher, 11 giugno 1916 – Lüdenscheid, 1º agosto 2002) è stato un militare e aviatore tedesco, asso della Luftwaffe durante la seconda guerra mondiale con 71 vittorie accertate, e 8 non confermate, in 574 missioni di combattimento, di cui 238 operative. Decorato con la Croce di Cavaliere della Croce di Ferro con fronde di quercia, con la Croce di Ferro di prima classe, l'Ordine militare della Croce Tedesca in oro e con la Coppa d'onore della Luftwaffe.

## Biografia
Nacque l'11 giugno 1918 a Bresegard, distretto di Ludwigslust, all'epoca nella provincia della Pomerania dell'Impero tedesco, figlio Karl, un Beamter, o funzionario pubblico, della Deutsche Reichsbahn. A causa del lavoro del padre, la famiglia si trasferì ad Amburgo e nel 1934 a Heide.
Dopo aver conseguito il diploma di scuola, iniziò la formazione professionale in ingegneria meccanica. A Heide lavorò per un'azienda che costruiva alianti, appassionandosi al mondo dell'aviazione. All'età di sedici anni, iniziò a costruire e far volare aerei alianti divenendo poi istruttore di volo presso il Nationalsozialistisches Fliegerkorps 11/16 del Nord Gruppe (gruppo settentrionale), insegnando a volare ai membri della Gioventù hitleriana.
Dal 2 novembre 1938 al 25 marzo 1939 frequentò il Reichsarbeitsdienst obbligatorio, e il 1 settembre 1939, allo scoppio della seconda guerra mondiale, si arruolò nella Luftwaffe. Prestò servizio presso la 2. Kompanie del Flieger-Ausbildungs-Regiment 61, completando il servizio il 30 settembre. Fu poi trasferito alla 1. Staffel della Jagdfliegerschule 4 (scuola piloti da caccia n.4) a Fürth. Dopo aver completato l'addestramento al pilotaggio ricevette il distintivo di pilota (Pilotenabzeichen) il 4 ottobre 1940. Fu quindi assegnato all'Ergänzungsstaffel dello Jagdgeschwader 52 il 1 novembre 1940.
Il 9 novembre 1940 fu trasferito alla 4. Staffel dello II./JG 52 a Mönchengladbach. Il II Gruppe era equipaggiato con 24 caccia Messerschmitt Bf 109E, inclusi alcuni Bf 109 E-8, al comando dell'Hauptmann Erich Woitke mentre il 4. Staffel era al comando dell'Oberleutnant Johannes Steinhoff. Il 22 dicembre alla II. Gruppe fu ordinato di recarsi sull'aeroporto di Leeuwarden con il compito di pattugliare la costa del Mare del Nord nei Paesi Bassi. Dopo un breve soggiorno a Haamstede, il 10 febbraio 1941 il II Gruppe fu trasferito a Berck-sur-Mer.
Il 15 aprile 1941, la Luftwaffe ordinò un attacco all'aeroporto della Royal Air Force di Manston, ma a causa delle condizioni meteorologiche avverse, l'attacco fu annullato. Una parte del II Gruppe attaccò per errore l'aeroporto della Luftwaffe di Saint-Omer dove II.Gruppe dello Jagdgeschwader 53. Nel seguente attacco rimasero feriti due piloti, mentre andarono distrutti 5 velivoli, e lui, l'Oberleutnant Simsch, il Feldwebel Georg Mayr e l'Unteroffizier Hans Sembill furono personalmente puniti da Hermann Göring.
Il 27 aprile la II. Gruppe fu nuovamente trasferita, questa volta in un aeroporto a Katwijk dove iniziò a ricevere i primi aerei Bf 109F. Venne promosso Unteroffizier il 1º maggio. Decollato da Katwijk il 7 maggio, ottenne la sua prima vittoria aerea abbattendo un caccia Supermarine Spitfire Mk.II della RAF a 5 chilometri a est di Deal. Il 19 maggio gli fu attribuito un Hawker Hurricane del No.306 Squadron RAF distrutto, rivendicato alle 12:40 a nord di Dover. Ciò gli valse la Croce di Ferro di seconda classe, assegnatagli il 26 maggio e la Croce di Ferro di 1ª classe l'8 giugno successivo.
Il 9 giugno il II. Gruppe del JG 52 è stato ritirato dal settore della Manica, e il 13 dello stesso mese la Stab e la 4. Staffel dello JG 52 ricevettero l'ordine di portarsi a est, verso il campo d'aviazione di Suwałki, sito a circa 30 km dal confine lituano sudoccidentale, mentre la 5. e 6. Staffel furono spostati nella Prussia orientale. Il 22 giugno scattò l'operazione Barbarossa, l'invasione tedesca dell'Unione Sovietica. All'inizio dell'attacco la II. Gruppe era agli ordini dello Stab dello Jagdgeschwader 27 che era subordinato all'VIII. Fliegerkorps e parte integrante della Luftflotte 2. L'area operativa della JG 27 si trovava nell'area settentrionale dello Heeresgruppe Mitte. Egli ottenne la sua prima vittoria aerea sul fronte orientale nelle vicinanze di Varėna il 26 giugno, a spese di un bombardiere Ilyushin DB-3 alle 09:33. Il 1 luglio fu insignito del Frontflugspange für Jagdflieger in bronzo. Due giorni dopo rivendicò l'abbattimento di altri due bombardieri DB-3 vicino a Barysaŭ. Il 16 luglio 1941 il suo Bf 109 F-2 (Werknummer 8175) subì un guasto al motore effettuando un atterraggio di emergenza a Vicebsk. Durante la sua permanenza in Unione Sovietica reclamò l'abbattimento di tre aerei e la distruzione di due carri armati.

### Sul fronte occidentale

emblema dello JG 26.

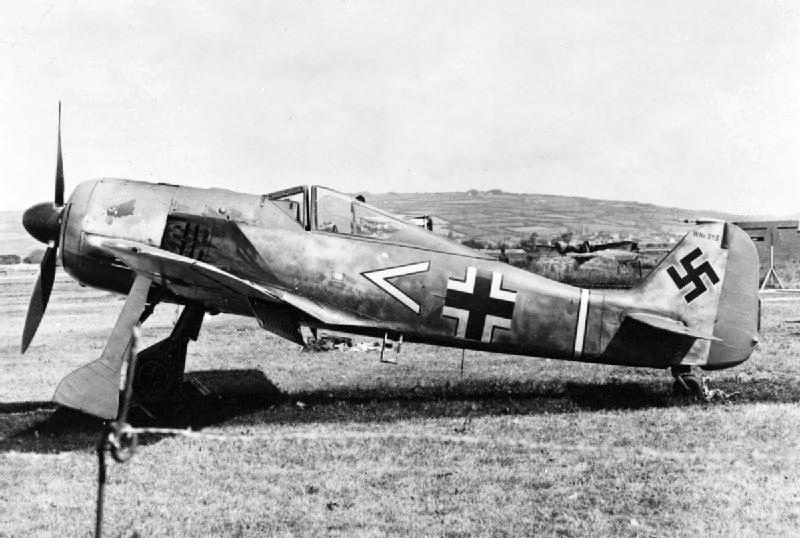
Un Focke-Wulf Fw 190A-3 simile a quello usato da Glunz.

Il 18 luglio 1941 ritornò sul fronte occidentale assegnato alla II. Gruppe, allora la comando della Hauptmann Walter Adolph, dello Jagdgeschwader 26 di stanza presso l'aeroporto di Moorsele, in Belgio, vicino al Canale della Manica.
Andò in volo per la prima volta con questa unità il 24 luglio ed il 29 luglio effettuò la sua prima missione di combattimento con la 4. Staffel. Il 21 agosto il Fighter Command attaccò, con le Circus n.83 e 84 un impianto chimico a Chocques. Dopo il combattimento egli effettuò un atterraggio di emergenza con un Bf 109 E-7 a Saint-Omer. Il 27 agosto, il Fighter Command inviò la Circus n. 85 a Saint-Omer e la n. 86 contro la centrale elettrica di Lilla. Tutti e tre i Gruppe dello JG 26 si alzarono in volo e intercettarono la Circus n. 85, e nel seguente combattimento ottenne la sesta vittoria abbattendo uno Spitfire vicino a Bergues.
Il 3 settembre la 4. Staffel si recò a Le Bourget per effettuare la conversione operativa sul nuovo caccia a motore radiale Focke-Wulf Fw 190. Quel giorno egli effettuò il suo primo volo sullo Fw 190 sotto la guida dell'Oberleutnant Karl Borris che guidava il programma di addestramento. L'8 settembre, ai comandi di un Bf 109E-7, prese parte ad una missione di scorta per due cacciatorpediniere in transito nello stretto di Dover, e poi in quello stesso giorno effettuò un altro volo di addestramento sull'Fw 190.
Il 18 settembre Adolph fu ucciso in azione, di conseguenza al comando della II. Gruppe fu assunto dall'Hauptmann Joachim Müncheberg. I 1º ottobre ricevette il Frontflugspange für Jagdflieger in argento. Durante un incidente di atterraggio sull'aeroporto di Moorsele il giorno successivo, danneggiò il carrello di atterraggio del suo Fw 190A-1 (Werknummer 0020). Il 5 novembre ottenne la sua prima vittoria aerea volando sull'Fw 190 durante una Missione "Rhubarb" condotta dal No.611 Squadron RAF. Il reparto britannico fu intercettato da lui e dal suo gregario al largo di Gravelines, ed egli reclamò l'abbattimento di uno Spitfire. L'8 novembre il Fighter Command effettuò l'ultima Circus n.110 attaccando l'impianto di riparazione ferroviaria di Lilla. In una battaglia aerea che coinvolse i caccia Spitfire del No. 412 Squadron RAF, con sede sulla RAF Wellingore, fu accreditato di aver abbattuto un caccia Spitfire 15 chilometri a nord di Calais.
La sua prima battaglia aerea nel 1942 avvenne il 9 gennaio quando lui e il suo gregario, Unteroffizier Josef Siecker, inseguirono due caccia Spitfire del No.71 Squadron RAF, uno degli Eagle Squadrons della RAF. In questo scontro, Sieker fu abbattuto e ucciso mentre uno dei piloti degli Spitfire rivendicò una probabile vittoria. Glunz affermò anche che uno degli Spitfire fu abbattuto, ma entrambi i piloti americani tornarono sani e salvi. Ottenne la sua decima vittoria aerea durante l'operazione Donnerkeil che aveva lo scopo di fornire protezione agli incrociatori da battaglia Scharnhorst e Gneisenau e all'incrociatore pesante Prinz Eugen durante la fuga da Brest verso la Germania. L'operazione Cerberus (11-13 febbraio 1942) della Kriegsmarine ebbe luogo dall'11 al 13 febbraio 1942. ed egli reclamò l'abbattimento di uno Spitfire del N.118 Squadron RAF o No. 234 Squadron RAF abbattuto alle 17:08 del 12 febbraio a est di Eu.
Il 13 marzo attaccò alcuni caccia Spitfire del No.401 Squadron RAF al largo di Dungeness, reclamando l'abbattimento di uno di essi. Il 10 aprile, la RAF effettuò due missioni "Rodeo", fornendo un diversivo per le missioni di attacco di bombardieri a corto raggio "Ramrod" contro Boulogne. Lo JG 26 perse tre aerei, inclusi due piloti uccisi in azione, reclamando sei vittorie, di cui una, alle 17:43 vicino a Étaples, contro uno Spitfire del No.340 Squadron RAF che gli fu attribuita. Il 14 aprile rivendicò l'abbattimento di uno Spitfire dallo No.317 Squadron RAF vicino a Calais quando la RAF effettuò una missione "Circus" e due "Ramrod " nella zona del Pas de Calais. La "Circus" n.137 prese di mira la Luftwaffe sull'aerodromo di Abbeville e in questa occasione, pur rimanendo ferito, fu accreditato dell'abbattimento di uno Spitfire vicino ad Abbeville.
Il 1 maggio fu abbattuto a sua volta, anche se ritornò alla base sano e salvo. Il 17 maggio abbatté uno Spitfire del No.602 Squadron RAF in missione di scorta i bombardieri della "Ramrod" n. 33 che dovevano colpire il molo di Boulogne, vicino ad Ardres. Il 5 giugno, il Fighter Command compì una missione "Circus" in due fasi, una su Ostenda e un'altra su Le Havre. Quel giorno abbatté un caccia Spitfire del NO.133 Squadron RAF a ovest-nordovest di Ault. Tre giorni dopo la "Circus" n. 191 fu inviata contro Bruges e a lui attribuito uno Spitfire distrutto a ovest-nordovest di Dunkerque. Il 28 giugno fu incaricato di effettuare una missione di una ricognizione aerea serale sull'Inghilterra. Il suo aereo venne intercettato vicino a Beachy Head da due Spitfire del No.611 Squadron RAF e nel seguente combattimento abbatté uno degli Spitfire vicino a Hastings. Per le diciotto vittorie aeree ottenute ricevette la Coppa d'onore della Luftwaffe il 29 giugno.
Il 22 luglio, il comando della II. Gruppe passò da Müncheberg all'Hauptmann Karl-Heinz Meyer. Il 31 luglio reclamò altre due vittorie a spese di due Spitfire del No.121 Squadron RAF e del No.332 Squadron RAF abbattuti a ovest di Berck-sur-Mer, portando il suo totale a 20 vittorie aeree confermate. Durante il raid su Dieppe del 19 agosto, alle 10:28 gli fu attribuita la distruzione di uno Spitfire a ovest di Dieppe. Qual giorno prese parte a tre missioni aeree, scortando bombardieri Dornier Do 217 ed effettuando il supporto aereo ravvicinato alle forze terrestri tedesche. Ricevette la Frontflugspange für Jagdflieger in oro il 25 agosto.

### La difesa aerea della Germania
Il 17 agosto 1942 la Eighth Air Force dell'United States Army Air Forces iniziò le sue regolari operazioni belliche. Il 5 settembre i bombardieri americani attaccarono il porto di Le Havre e gli scali ferroviari di Sotteville-lès-Rouen, scortati dai caccia Spitfire della RAF dei No.64 e No.340 Squadron RAF. Alle 11:41 reclamò la distruzione di uno dei sei Spitfire abbattuti dallo JG 26 quel giorno. Per aver raggiunto le 22 vittorie aeree ricevette la Croce dell'Ordine militare in oro il 1º novembre 1942. Il giorno successivo ottenne la sua ventitreesima vittoria aerea, l'ultima nel 1942, abbattendo uno Spitfire del No.91 Squadron RAF a ovest di Berck-sur-Mer. Il 20 dicembre, l'VIII Bomber Command inviò contro Lilla 101 bombardieri Boeing B-17 Flying Fortress e Consolidated B-24 Liberator. Nell'attacco ai bombardieri, il suo Fw 190 fu colpito dal fuoco difensivo dei quadrimotori e sebbene il suo aereo fosse danneggiato, ritornò al suo aeroporto di Beaumont-le-Roger. Venne promosso Oberfeldwebel il 1º gennaio 1943. Il giorno successivo Wilhelm Ferdinand Galland fu nominato Gruppenkommandeur della II. Gruppe dello JG 26 da suo fratello, il General der Jagdflieger Adolf Galland. Il generale Galland era da tempo scontento dell'insuccesso dello JG 26 contro la campagna di bombardamento strategico dell'USAAF in Difesa del Reich. L'ex Gruppenkommandeur Meyer fu trasferito a un'unità di addestramento.
Glunz effettuò un'altra missione di ricognizione aerea il 19 gennaio, pattugliando la costa inglese da Hastings a Dover. Il 19 gennaio 1943 effettuò una missione di ricognizione sull'Inghilterra, pattugliando la costa inglese da Hastings a Dover senza incontrare alcuna opposizione. Il 3 febbraio, la RAF effettuò la missione "Circus" n. 259, attaccando lo scalo ferroviario di Saint-Omer. I bombardieri medi Lockheed Ventura furono scortati dagli Spitfire del No.416 Squadron RAF e nel successivo combattimento egli reclamò l'abbattimento di uno Spitfire alle 15:30, cosa che non fu confermata. Il giorno successivo fu inviato in un'altra missione di ricognizione aerea. Il 17 febbraio diede combattimento contro gli Spitfire del No.124 Squadron RAF, ottenendo un'altra vittoria su uno Spitfire vicino ad Ardres. Il 26 febbraio la RAF attaccò una nave tedesca ormeggiata a Dunkerque, e in sua difesa abbatté uno Spitfire No.122 Squadron RAF a ovest di Saint-Omer.
L'8 marzo l'VIII Bomber Command inviò 54 bombardieri B-17 su Rennes e 16 bombardieri B-24 contro gli scali ferroviari di Rouen, e in quella occasione abbatté uno dei caccia Spitfire di scorta del No.340 Squadron RAF vicino a Rouen. La sera del 28 marzo 1943 furono avvistati sei De Havilland Mosquito del No.2 Group diretti a Dunkerque. La sua Schwarm decollò dall'aerodromo di Vitry per difenderlo, e nel successivo combattimento abbatté due Mosquito del No.105 Squadron RAF in un minuto a sud di Lille. Il 3 aprile lo Stormo di Kenley guidato dal wing commander Johnnie Johnson attaccò la II. Gruppe mentre stava decollando dall'aerodromo di Vitry-en-Artois. Ai canadesi furono attribuite sei vittorie aeree in questo attacco, mentre lui fu l'unico pilota tedesco a ottenere una vittoria aerea quando abbatté uno Spitfire dello No.416 Squadron RCAF vicino a Le Touquet. Il giorno successivo, gli Alleati colpirono la fabbrica automobilistica Renault sull'Île Seguin vicino a Parigi. La II. Gruppe intercettò la formazione al loro ritorno in Inghilterra vicino a Beauvais, e a sud-ovest di Dieppe egli rivendicò l'abbattimento di uno Spitfire.
Abbatté il suo primo bombardiere pesante il 1 aprile. Quel giorno l'USAAF inviò 104 bombardieri B-17 e B-24 contro la fabbrica di aerei Erla Maschinenwerk ad Anversa con 82 bombardieri che colpirono l'area bersaglio. La Il Gruppe intercettato i bombardieri del 306th Bomber Group poco dopo che i quadrimotori avevano sganciato le bombe. In un attacco frontale rivendicò un B-17 alle 15:38 a nord dell'estuario della Schelda. Il 30 aprile abbatté lo Spitfire Mk.IX (BR978) del fliyng officer Watson che cadde prigioniero di guerra. L'11 giugno la RAF effettuò quattro "Rodeo" sul Pas de Calais, e nella seconda missione della giornata rivendicò uno Spitfire del No.611 Squadron RAF a nord di Doullens. Il 16 giugno, quattro Spitfire del No 91 Squadron RAF in missione di ricerca e soccorso furono intercettati sul Canale della Manica, e nel successivo combattimento rivendicò uno degli Spitfire, abbattuto 20 km a nord-ovest di Cap Gris-Nez.
Il 20 giugno rivendicò uno Spitfire dello No.403 Squadron RAF a nord-est di Étaples, e due giorni dopo, l'VIII Bomber Command effettuò la sua prima missione nella Ruhr. Vicino a Kats, a nord di Zuid-Beveland, abbatté un B-17 del 381st Bomber Group. L'VIII Bomber Command attaccò Villacoublay mentre la RAF prese di mira Abbeville-Drucat il 26 giugno. La II. Gruppe entrò in combattimento contro i caccia di scorta Republic P-47 Thunderbolt dalla direzione del sole, e nella successiva mischia reclamò la distruzione di due caccia P-47 del 56th Fighter Group abbattuti a nord-ovest di Neufchâtel, solo uno dei quali fu confermato. Nel tardo pomeriggio del 4 luglio, bombardieri North American B-25 Mitchell della RAF attaccarono Amiens e per contrastare l'incursione lo Jagdfliegerführer 2, tra le altre unità, inviò la II. Gruppe dello JG 26 che ottenne quattro vittorie aeree sui caccia di scorta, incluso a lui uno Spitfire che non gli fu confermato, con la perdita di un pilota ucciso in azione.
Il 12 agosto, l'VIII Bomber Command invia 330 bombardieri B-17 contro la zona della Ruhr e del Rheine. In questa occasione rivendicò l'abbattimento di un B-17 alle 09:05 vicino a Hagen e di un secondo B-17 alle 09:28 a ovest di Mönchengladbach. Durante la missione su Schweinfurt-Ratisbona il 17 agosto 1943, abbatté un bombardiere B-17 del 305th Bomber Group a nord-ovest di Schouwen, che si schiantò ad Averbode. Quel giorno il Gruppenkommandeur Galland rimase ucciso in azione, e gli successe temporaneamente l'Hauptmann Johannes Naumann finché l'Oberstleutnant Johannes Seifert assunse il comando della II. Gruppe il 9 settembre. Due giorni dopo egli reclamò l'abbattimento di un bombardiere medio Martin B-26 Marauder del 323d Bombardment Group (Medium) nel nord della Francia, che non gli fu confermato.
Il 29 agosto fu insignito della Croce di Cavaliere della Croce di Ferro, l'unico sottufficiale pilota dello JG 26 a riceverla. Il 31 agosto, l'VIII Bomber Command prese di mira gli aeroporti della Luftflotte 3 e in quel giorno abbatté un B-17 del 303rd Bonber Group vicino a Le Tréport. Andò poi in congedo a casa nel mese di settembre, e al suo rientro, 1 ottobre, come parte dell'espansione da tre a quattro Staffeln per Gruppe, la 4. Staffel, al comando del tenente Helmut Hoppe fu rinominata 5. Staffel. Due giorni dopo, rivendicò l'abbattimento di uno Spitfire del No,.341 Squadron RAF, che non gli fu confermato. Il 10 ottobre, abbatté un bombardiere B-17 del 100th Bomber Group, in missione per colpire Münster, a nord di Deelen. Il 14 ottobre, durante il secondo raid di Schweinfurt, rivendicò una vittoria aerea non confermata su un P-47 di scorta del 353rd Fighter Group vicino a Budel.
L'VIII Bomber Command inviò nuovamente i suoi bombardieri contro Münster l'11 novembre, e la II. Gruppe intercettò i bombardieri del 94th Bomber Group, privi di scorta, vicino a Dordrecht e nel seguente combattimento egli affermò di aver abbattuto due B-17, di cui solo uno fu successivamente confermato. Il 26 novembre, l'USAAF inviò 633 bombardieri dell'VIII Bomber Command su obiettivi a Brema e Parig, e quel giorno abbatté un caccia P-47 del 78th Fighter Group vicino a Chantilly. In quello stesso giorno il Gruppenkommandeur Seifert rimase ucciso in azione, venendo sostituito dall'Hauptmann Wilhelm Gäth. Il 1 ° dicembre anche Hoppe, il comandante della 5. Staffel, rimase ucciso in azione, venendo sostituito dall'Hauptmann Johann Aistleitner. Quel giorno egli reclamò la distruzione di due Spitfire del No.411 Squadron RAF, abbattuti a sud-ovest di Arras. Il 21 dicembre la Ninth Air Force dell'USAAF e la Second Tactical Air Force della RAF attaccarono vari obiettivi in Francia, e quel giorno reclamò l'abbattimento di uno Spitfire vicino a Vimy, a sud-ovest di Douai. Alla vigilia di Capodanno del 1943, 344 bombardieri USAAF si diressero verso varie fabbriche nell'area di Parigi, oltre che sugli aeroporti di Bordeaux-Mérignac, Cognac-Château Bernard, e Saint Jean-d'Angély. Intercettando i bombardieri diretti verso la bassa costa francese, rivendicò la distruzione di un B-17 vicino a Lorient.

### Comandante di squadriglia
L'8ª Air Force dell'USAAF bombardò l'impianto chimico IG Farben a Ludwigshafen il 7 gennaio 1944, e quel giorno abbatté un P-47 del 4th Fighter Group vicino a Boulogne. Il 14 gennaio, lo Staffelkapitän della 5. Staffel, Aistleitner, fu ucciso in azione, e di conseguenza lui lo sostituì nell'incarico come Staffelführer, il primo sottufficiale del JG 26 a ricoprire tale posizione.
L'11 febbraio, l'VIII Bomber Command inviò bombardieri su Parigi e Francoforte nel tentativo di dividere le difese tedesche. Durante questo attacco abbatté un B-17 del 351st Bomber Group a nord-ovest di Poix. Il 21 febbraio l'USAAF attaccò una serie di aeroporti nella Germania occidentale. Intercettando i bombardieri di ritorno, rivendicò l'abbattimento di un B-17 del 95th Bomber Group a ovest di Bergen aan Zee. Il 22 febbraio, la Eight Air Force e Fifteenth Air Force inviarono 1.396 bombardieri, scortati da 965 aerei da caccia, ad attaccare vari aeroporti della Luftwaffe e l'industria aeronautica tedesca. La forza d'attacco principale era già stata attaccata da altre unità della Luftwaffe, disperdendo la protezione dei caccia, quando la Il Gruppe intercettò la formazione. Alle 12:50 rivendicò il suo primo B-17 abbattuto quel giorno a ovest di Dorsten- In un ulteriore attacco alla formazione alle 12:55 a nord-est di Wesel, Glunz rivendicò un altro B-17 che non fu confermato. Attaccò nuovamente la formazione alle 13:10 e rivendicò un ulteriore B-17. Volando nella sua seconda missione della giornata, abbatté un caccia P-47 del 78th Fighter Group alle 15:30 a nord-ovest di Geilenkirchen. Alle 15:35 gli fu attribuito l'abbattimento di un altro B-17 a sud-ovest di Grevenbroich. Un altro B-17 fu da lui rivendicato alle 15:40 vicino a Geilenkirchen non è venne confermato. In totale, quel giorno aveva ottenuto sei vittorie aeree, quattro confermate e due non confermate, portando il suo totale a 58 vittorie aeree.
Il 25 febbraio fu trasferito alla 6. Staffel dove fu nominato sostituto Staffelkapitän del tenente Friedrich Lange, e mentre il comando della 5. Staffel passò all'Hauptmann Walter Matoni. Il 2 marzo Lange fu ucciso in azione ed egli venne ufficialmente nominato Staffelkapitän del 6. Staffel il 3 marzo. Fu promosso sottotenente il 1º aprile 1944. In preparazione dell'operazione Overlord, l'invasione alleata dell'Europa occidentale occupata dai tedeschi, la Eight Air Force e la Allied Expeditionary Air Force iniziarono ad attaccare la Luftwaffe sugli aeroporti in Francia e Belgio il 9 maggio. Quel giorno guidò la II. Gruppe unendosi ai caccia della I. Gruppe dello JG 26. Nel primo attacco abbatté un bombardiere B-24 del 466th Bombardment Group (Heavy) a est di Turnhout, e nel suo secondo attacco, abbatté un altro bombardiere B-24 appartenente al 453rd Bombardment Group a sud-sud-ovest di Turnhout. Due giorni dopo gli fu accreditato un bombardiere B-24 del 44th Bombardment Group a nord-est di Châteaudun.
Il 6 giugno, le forze alleate lanciarono sbarcarono in Normandia e la II. Gruppe si trasferì in un aeroporto a Guyancourt. Durante il volo di trasferimento dall'aeroporto di Mont-de-Marsan vennero avvistati in volo dei caccia North American P-51 Mustang che mitragliavano obiettivi terrestri vicino a Rouen. In questo combattimento danneggiò un P-51 e poi interruppe l'attacco.
Quattro giorni dopo, Glunz abbatté tre caccia P-47 del 365th Fighter Group tra l'estuario dell'Orne e Lisieux. Il 18 giugno lui e il suo gregario, Unteroffizier Gerhard Lissack incontrarono due caccia P-51 del No.414 Squadron RCAF in una missione di ricognizione aerea e vicino a Coutances. Sia lui che Lissack furono accreditati con una vittoria aerea ciascuno. Per qualche tempo questa fu la sua ultima missione di combattimento perché frequentato un corso di addestramento per ufficiali di guerra ed è stato sospeso dai compiti operativi. Ricevette le foglie di quercia sulla Croce di Cavaliere della Croce di Ferro il 24 giugno 1944 dopo 65 vittorie. L'onorificenza fu consegnata ufficialmente presso il Führerhauptquartiere di Rastenburg il 2 agosto 1944 da Adolf Hitler, e alla cerimonia erano presenti anche Friedrich Lang, Erich Hartmann e Heinz Wolfgang Schnaufer che ricevette le foglie di quercia con spade, e Horst Kaubisch e Eduard Skrzipek insigniti con le foglie di quercia.
Prima della presentazione delle foglie di quercia, il 10 luglio aveva ricevuto la Front Flying Clasp della Luftwaffe per piloti di caccia in oro con gagliardetto "200" (Frontflugspange für Jagdflieger in oro mit Anhänger "200"). Poiché egli era ancora in addestramento, l'11 agosto l'Hauptmann Georg Peter Eder ricevette temporaneamente il comando della 6. Staffel. Il 4 settembre ritornò dall'addestramento e riprese il comando della 6. Staffel. Il 21 settembre, durante la battaglia di Arnhem, abbatté un aereo da trasporto Douglas C-47 Skytrain disarmato vicino a Nijmegen, impegnato in una missione per lanciare rinforzi per la 1st Airborne Division britannica. In un combattimento con i caccia del No.401 Squadron RCAF abbatté uno Spitfire il 2 ottobre, mentre la Il Gruppe reclamò l'abbattimento di tre Spitfire vicino a Nijmegen, mentre i registri britannici mostrano la perdita di due aerei perduti.
Durante la battaglia di Aquisgrana, rivendicò l'abbattimento di un caccia Lockheed P-38 Lightning del 474th Fighter Group vicino a Düren. Fu promosso Oberleutnant il 10 ottobre 1944, con effetto dal 1º ottobre.

### La fine della guerra

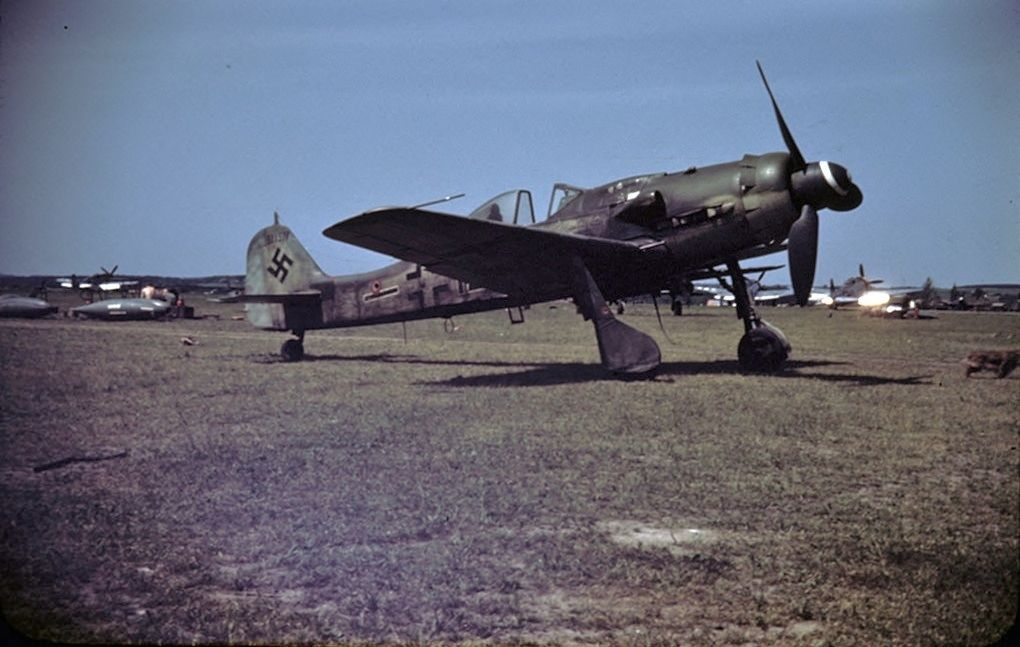
Lo Fw 190 D-9 simile a quello usato da Glunz.

Il 17 dicembre la II. Gruppe si posizionò sull'aeroporto di Nordhorn-Klausheide dopo essere stato convertito sulla nuova versione Fw 190 D-9. A sostegno delle forze tedesche che combattevano nella battaglia delle Ardenne, egli rivendicò l'abbattimento di due caccia P-47 del 36th Fighter Group il 24 dicembre vicino a Liegi. Il 1º gennaio 1945 guidò la 6. Staffel nel suo attacco all'aeroporto di Bruxelles-Evere durante l'operazione Bodenplatte, il tentativo di ottenere la superiorità aerea durante la fase stagnante della battaglia delle Ardenne.
La II. Gruppe, al comando del maggiore Anton Hackl, decollò da Nordhorn alle 08:29, arrivando all'area operativa assegnatagli intorno alle 09:20. Alle 09:25 gli aerei tedeschi entrarono in combattimento contro il No.416 Squadron RCAF. I primi Spitfire avevano appena decollato quando arrivarono sessanta Fw 190 e Bf 109, e prima di giungere in quota il flying leutnant David Harling fu da lui abbattuto e ucciso. Inoltre egli effettuato nove mitragliamenti sull'aeroporto di Bruxelles-Evere, sostenendo di aver distrutto cinque aerei, più altri due danneggiati, di cui uno attraverso la porta aperta di un hangar. Effettuò la sua ultima missione di guerra, un volo di addestramento sull'Fw 190 D-9, il 3 febbraio 1945. Lasciò il JG 26 il 18 marzo, trasferendosi alla III. Gruppe dell'Ergänzungs-Jagdgeschwader 2 (EJG 2), per l'addestramento all'utilizzo del nuovissimo caccia a reazione Messerschmitt Me 262 Schwalbe. Alla metà di aprile venne assegnato alla II. Gruppe dello Jagdgeschwader 7 sotto il comando del maggiore Hermann Staiger. Tuttavia non volò mai con il Me 262 in combattimento.
Il 1º maggio 1945 venne fatto prigioniero di guerra dalle forze statunitensi in Baviera, per essere rilasciato il 1º giugno 1946 a Lenggries. Gli vennero attribuite 71 vittorie aeree ottenute in 574 missioni di combattimento, di cui 238 operative, ed ottenne tutte le vittorie, tranne tre, sul fronte occidentale. Non venne mai stato abbattuto o ferito in tutto questo tempo. Il momento più vicino alla perdita di un suo aereo in combattimento fu il 13 ottobre 1944, quando un tubo dell'olio rotto causò il guasto del suo motore mentre combatteva con due caccia P-47.

### Vita civile
Dopo il suo ritorno alla vita civile ottenne la licenza di pilota civile in Svizzera, fondando successivamente una società per la fotografia aerea. Esercitò anche la professione di pilota automobilistico, e l'11 giugno 1950 conquistò il terzo posto nella XV Eifelrennen, una gara automobilistica di Formula Tre, alla guida di una Scampolo 501-DKW. Anche Theodor Weissenberger, il suo ex comandante nello JG 7, aveva partecipato a questa gara e quel giorno fu coinvolto in un incidente mortale. Il 20 agosto 1950 partecipò al Gran Premio di Germania svoltosi al Nürburgring. Alla fine del Campionato tedesco di Formula 3 del 1950, finì all'ottavo posto, a pari merito con Oscar Frank con tre punti. Nel 1951 partecipò a varie gare del campionato tedesco di Formula 3, ma non ottenne alcun punto.
Dopo la carriera agonistica seguì un corso di formazione per gestori di autoscuola e fondò la propria scuola di guida a Lüdenscheid dove visse con la moglie Iris. Si spense il 1º agosto 2002 a Lüdenscheid, soffriva di Alzheimer dal 1986 e anche della malattia di Parkinson.

### Annotazioni
1. ↑  Si presume che solo una Schwarm di quattro aerei, sotto la guida dell'Oberleutnant Siegfried Simsch, avesse raggiunto l'obiettivo.
2. ↑  Il suo avversario potrebbe essere stato il sergente William Philip Dales dello No.611 RAF Squadron che fu ucciso in azione.
3. ↑  L'attacco era avvenuto mentre era seduto sul water, costringendolo a cercare riparo con i pantaloni abbassati. Rimase ferito da frammenti di vetro conficcateglisi nella natica. Poiché le ferite furono causate dall'azione nemica, nell'aprile 1942 gli fu assegnato il Verwundetenabzeichen in Schwarz. Considerava le circostanze della ferita troppo imbarazzanti e non indossò mai tale decorazione.
4. ↑  Abbattitore potrebbe essere il maresciallo George Beurling, un pilota da caccia canadese in servizio nel No.41 Squadron RAF. Le riprese della cinemitragliatrice del cannone rivelarono due colpi a segno su un Fw 190 e a Beurling fu attribuita la sua prima vittoria aerea.

### Fonti
1. 1 2  Ciel de Gloire.
2. ↑  Stockert 2012, p. 34.
3. 1 2 3  Stockert 2012, p. 35.
4. 1 2  Schumann 2017, p. 3.
5. ↑  Prien, Stemmer, Rodeike, Bock 2002, p. 147.
6. ↑  Prien, Stemmer, Rodeike, Bock 2002, p. 151.
7. 1 2 3 4  Prien, Stemmer, Rodeike, Bock 2002, p. 149.
8. ↑  Braatz 2010, pp. 44-45.
9. ↑  Schumann 2017, p. 8.
10. 1 2 3 4 5  Sgarlato 2021, p. 4.
11. ↑  Prien, Stemmer, Rodeike, Bock 2002, p. 156.
12. ↑  Prien, Stemmer, Rodeike, Bock 2003b, p. 26.
13. ↑  Prien, Stemmer, Rodeike, Bock 2003b, pp. 27-41.
14. ↑  Schumann 2017, p. 9.
15. ↑  Barbas 2005, p. 329.
16. ↑  Prien, Stemmer, Rodeike, Bock 2003b, p. 49.
17. ↑  Caldwell 1996, p. 156.
18. ↑  Prien, Stemmer, Rodeike, Bock 2003b, p. 533.
19. ↑  Caldwell 1996, pp. 153-158.
20. ↑  Caldwell 1996, pp. 168-169.
21. ↑  Caldwell 1996, pp. 170-171.
22. ↑  Caldwell 1996, pp. 170-172.
23. ↑  Weal 1996, pp. 9-10.
24. ↑  Caldwell 1996, p. 174.
25. ↑  Prien, Stemmer, Rodeike, Bock 2003b, p. 528.
26. ↑  Schumann 2017, p. 11.
27. ↑  Prien, Stemmer, Rodeike, Bock 2003b, p. 536.
28. ↑  Caldwell 1996, p. 187.
29. ↑  Caldwell 1996, pp. 188-190.
30. ↑  Caldwell 1996, p. 97.
31. 1 2  Caldwell 1996, p. 201.
32. ↑  Caldwell 1996, pp. 204-210.
33. ↑  Caldwell 1996, p. 216.
34. ↑  Caldwell 1996, pp. 226-227.
35. ↑  Caldwell 1996, pp. 230-231.
36. 1 2 3  Schumann 2017, p. 17.
37. ↑  Thomas 2015, p. 38.
38. ↑  Caldwell 1996, pp. 240-241.
39. ↑  Caldwell 1996, pp. 249-250.
40. ↑  Caldwell 1996, p. 255.
41. ↑  Prien, Stemmer, Rodeike, Bock 2004, p. 367.
42. ↑  Caldwell 1996, p. 265.
43. ↑  Caldwell 1996, pp. 269-276.
44. ↑  Caldwell 1996, p. 279.
45. ↑  Caldwell 1996, p. 268.
46. ↑  Caldwell 1996, p. 286.
47. 1 2  Caldwell 1996, p. 301.
48. ↑  Caldwell 1996, p. 314.
49. ↑  Caldwell 1996, p. 8.
50. 1 2 3  Prien, Stemmer, Rodeike, Bock 2010, p. 550.
51. ↑  Caldwell 1996, p. 14.
52. ↑  Caldwell 1996, pp. 23-24.
53. ↑  Caldwell 1996, p. 24.
54. ↑  Caldwell 1996, p. 30.
55. ↑  Caldwell 1996, pp. 31-32.
56. ↑  Caldwell 1996, pp. 33-34.
57. 1 2 3 4 5 6 7 8 9 10 11 12 13 14  Sgarlato 2021, p. 5.
58. ↑  Caldwell 1996, pp. 39-40.
59. ↑  Caldwell 1996, pp. 41-42.
60. ↑  Franks 2015, p. 38.
61. ↑  Caldwell 1996, pp. 45-45.
62. ↑  Prien, Stemmer, Rodeike, Bock 2010, p. 554.
63. ↑  Caldwell 1996, pp. 101-102.
64. ↑  Caldwell 1996, p. 103.
65. ↑  Caldwell 1996, pp. 105-106.
66. ↑  Caldwell 1996, pp. 110-111.
67. ↑  Caldwell 1996, p. 114.
68. ↑  Caldwell 1996, pp. 131-133.
69. ↑  Weal 2011, p. 24.
70. ↑  Caldwell 1996, pp. 138-139.
71. ↑  Weal 2011, p. 28.
72. ↑  Caldwell 1996, pp. 140-142.
73. ↑  Caldwell 1996, p. 144.
74. ↑  Caldwell 1996, pp. 145-146.
75. ↑  Schumann 2017, p. 26.
76. ↑  Prien, Stemmer, Rodeike, Bock 2010, p. 547.
77. ↑  Caldwell 1996, pp. 161-162.
78. ↑  Caldwell 1996, pp. 163-165.
79. ↑  Weal 2011, pp. 31-32.
80. ↑  Caldwell 1996, pp. 165-167.
81. ↑  Caldwell 1996, pp. 174-175.
82. ↑  Weal 2011, p. 46.
83. ↑  Bowman 2009, p. 80.
84. ↑  Caldwell 1996, pp. 183-185.
85. ↑  Caldwell 1996, pp. 186-187.
86. ↑  Caldwell 1996, p. 189.
87. ↑  Caldwell 1996, pp. 192-193.
88. ↑  Caldwell 1996, pp. 196-197.
89. ↑  Caldwell 1996, pp. 211-212.
90. ↑  Caldwell 1996, p. 215.
91. ↑  Caldwell 1996, pp. 215-217.
92. ↑  Forsyth 2011, pp. 36-37.
93. 1 2  Spick 1996, p. 188.
94. ↑  Weal 2011, p. 61.
95. ↑  Caldwell 1996, p. 219.
96. ↑  Caldwell 1996, pp. 224-225.
97. ↑  Schumann 2017, p. 31.
98. ↑  Caldwell 1996, pp. 254-255.
99. ↑  Caldwell 1996, p. 256.
100. ↑  Caldwell 1996, pp. 266-267.
101. ↑  Caldwell 1996, p. 272.
102. ↑  Caldwell 1996, p. 281.
103. ↑  Caldwell 1996, p. 282.
104. ↑  Caldwell 1996, p. 289.
105. ↑  Weal 2011, p. 77.
106. ↑  Hinchliffe 1999, p. 198.
107. ↑  Heaton, Lewis 2004, p. 42.
108. 1 2  Stockert 2012, p. 37.
109. ↑  Caldwell 1996, p. 318.
110. ↑  Caldwell 1996, p. 344.
111. ↑  Caldwell 1996, p. 353.
112. ↑  Caldwell 1996, p. 360.
113. ↑  Caldwell 1996, p. 367.
114. ↑  Caldwell 1996, pp. 387-388.
115. ↑  Caldwell 1996, pp. 392-393.
116. ↑  Caldwell 1996, pp. 408-409.
117. ↑  Marnho, Pütz 2010, p. 495.
118. ↑  Caldwell 1996, pp. 426-427.
119. ↑  Caldwell 1996, p. 445.
120. ↑  Forsyth 2008, p. 105.
121. 1 2  Schumann 2007, p. 45.
122. ↑  Spick 1996, p. 187.
123. ↑  Weal 1996, p. 50.
124. 1 2 3 4  Speedfreak.
125. ↑  Speedfreak.
126. ↑  Schumann 2007, p. 47.
127. ↑  Stockert 2012, p. 38.
128. 1 2  Scherzer 2007, p. 337.
129. ↑  Patzwall, Scherzer 2001, p. 139.
130. 1 2  Thomas 1998, p. 201.
131. ↑  Patzwall 2008, p. 85.
132. 1 2  Schumann 2017, p. II.